# Herta Müller
Herta Müller (n. 17 august 1953, Nițchidorf, Timiș, România) este o scriitoare de limbă germană și română, originară din România, laureată a Premiului Nobel pentru Literatură pe anul 2009.

## Originea și studiile
Tatăl ei a fost un șvab bănățean și, ca mulți alți cetățeni români de naționalitate germană, a fost înrolat în Al Doilea Război Mondial în Waffen-SS, iar după război își câștiga existența fiind șofer de camion. După venirea la putere a Partidului Comunist Român a fost expropriat de autoritățile statului comunist român.
Mama scriitoarei, ca majoritatea populației de naționalitate germană din România (cei între 17-45 de ani), după accederea comuniștilor la putere, a fost deportată în Uniunea Sovietică în anul 1945. Acolo a fost deținută timp de cinci ani într-un lagăr de muncă forțată. Fostul lagăr de la Novo-Gorlovka se află pe teritoriul Ucrainei.
În romanul ei Atemschaukel (Leagănul respirației), publicat la München în anul 2009, Herta Müller a prelucrat aspecte privind deportarea germanilor originari din România în Uniunea Sovietică.
Acest roman, care prin „Fundația Robert Bosch” a fost nominalizat pentru Deutscher Buchpreis (Premiul german al cărții), a ajuns la 16 septembrie în finala celor șase.
Herta Müller a făcut studii de germanistică și de literatură română la Universitatea din Timișoara, în perioada 1973–1976 și a intrat în Grupul de Acțiune Banat.

## Persecuția în România comunistă
Începând cu anii 1970 a fost apropiată de Aktionsgruppe Banat, un grup format din studenți și scriitori șvabi bănățeni, care aveau o atitudine protestatară, neacceptată de regimul din România comunistă. Acest fapt a adus-o în atenția Securității. În alocuțiunea rostită la Stockholm, pe 10 decembrie 2009, Herta Müller i-a omagiat pe prietenii ei din Aktionsgruppe: „Din fericire am întâlnit în oraș [la Timișoara] o mână de tineri poeți din Grupul de Acțiune Banat. Fără ei nu aș fi citit cărți și nu aș fi scris nicio carte. […] Cu ajutorul acestor prieteni am supraviețuit. Fără ei n-aș fi rezistat represiunilor. Mă gândesc astăzi la acești prieteni. Și la cei pe care Securitatea îi are pe conștiință și care se află astăzi în cimitire.”
După 1977 Müller a făcut parte și din cenaclul literar (Literaturkreis) „Adam Müller-Guttenbrunn”, cenaclu afiliat Asociației Scriitorilor din Timișoara.
Un grup de zece tineri poeți au debutat cu versuri în antologia de poeme tradusă în 1982 în limba română, „Vînt potrivit pînă la tare”, grup din care făcea parte Herta Müller alături de colegii săi Richard Wagner, Johann Lippet, William Totok, Rolf Bossert, Horst Samson etc. Ca urmare a neprezentării ei la postul repartizat în învățământ după terminarea facultății Hertei Müller i s-a oferit prin intervenția scriitorului și redactorului șef al ziarului Neue Banater Zeitung, Nikolaus Berwanger, un post de traducătoare, de altfel un post privilegiat, la întreprinderea „Tehnometal”, angajarea pe acest post cautat a fost posibila doar fiindcă Nikolaus Berwanger și directorul uzinei Tehnometal, Pitzer, au fost prieteni apropiați. Ulterior și-a câștigat - ca toți ceilalți absolvenți de universitate, care nu s-au prezentat la postul repartizat inițial în învățământ - traiul lucrând în calitate de profesoară suplinitoare în diferite școli, între altele în Liceul Nikolaus Lenau din Timișoara și la câteva grădinițe, precum și acordând ore particulare de germană. Biografia ei este prezentată în volumul „Regele se înclină și ucide”.
Volumul de debut, „Niederungen” - „Ținuturile joase”, a apărut în 1982, după o puternică confruntare cu cenzura care i-a „defrișat” simțitor manuscrisul, volumul fiind totodată premiat de Uniunea Tineretului Comunist la secțiunea "lucrări în limbile naționalităților conlocuitoare". Peste doi ani cartea a fost publicată și în Republica Federală Germania, exact așa cum fusese scrisă de autoare. Reacția autorităților din România a fost dură: i s-a interzis să mai publice.
Ca membru al cenaclului „Adam Müller-Guttenbrunn”, Franz Thomas Schleich a raportat Securității că prima carte scrisă de Müller, „Niederungen” („Depresiuni”), conține „orientări anti-statale”. Concret, într-o notă datată 16 martie 1982, „Voicu” scria: „Critică și iar critică, o critică atât de destructivă, încât te întrebi, ce rost au aceste texte?!” Această notă a fost folosită de Securitate ca dovadă justificativă pentru începerea dosarului de urmărire informativă (D.U.I.) a Hertei Müller.
Începând cu 1982 i s-au permis trei vizite în Germania Federală, din care se reîntoarce în România.
Herta Müller a emigrat în februarie 1987 în Republica Federală Germania, împreună cu soțul ei de atunci, scriitorul Richard Wagner. În prima jumătate a anului 1989 a fost afectată de moartea lui Roland Kirsch, scriitor din Banat, găsit spânzurat pe 3 mai 1989 în locuința sa din Timișoara.

## Activitatea literară

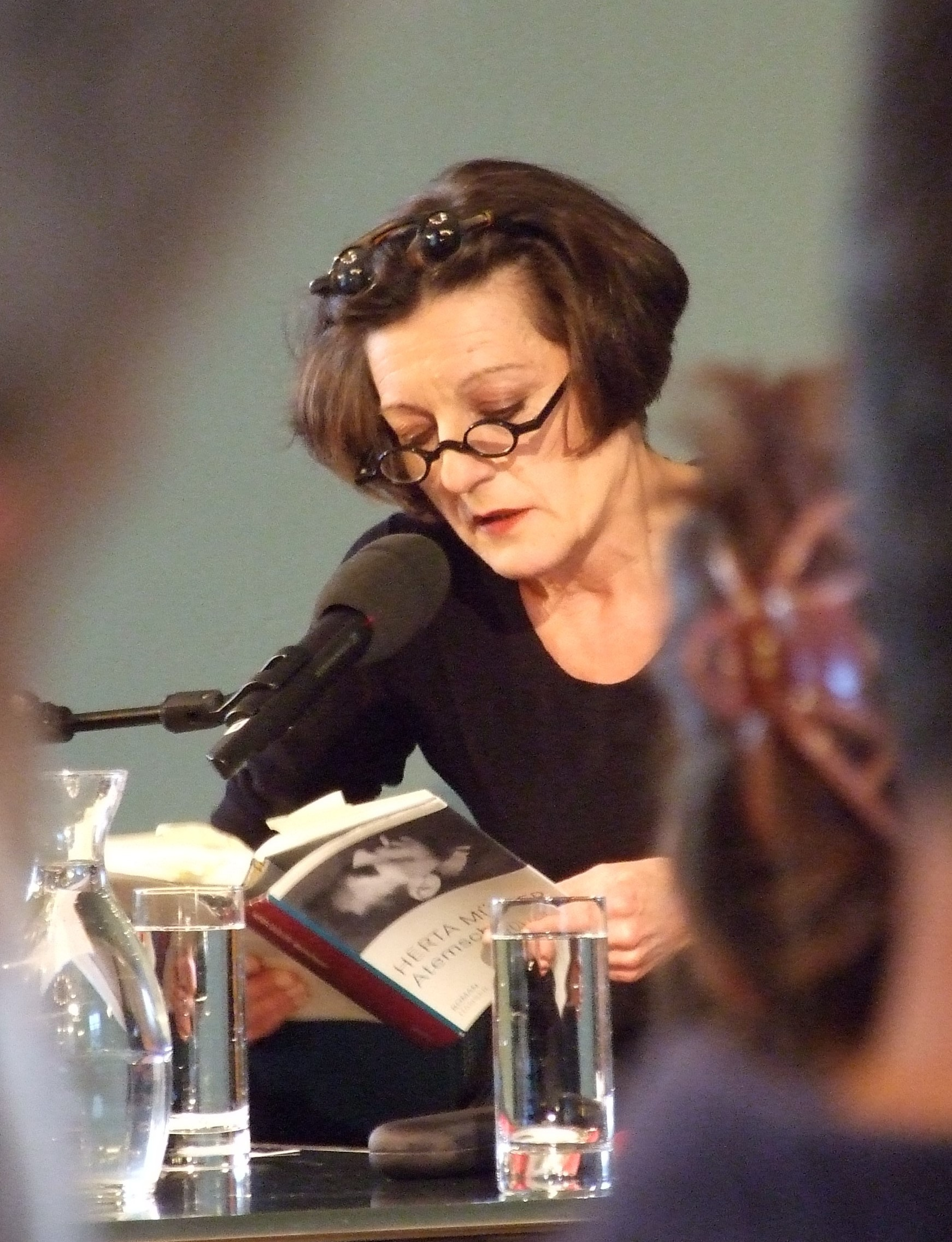
Herta Müller în timpul prezentării cărții Atemschaukel, la „Deutscher Buchpreis 2009” în Frankfurt pe Main.

Din 1995 este membră a Deutsche Akademie für Sprache und Dichtung (Academia Germană pentru Limbă și Poezie).
În anul 1999 Müller a fost propusă de guvernul german pentru Premiul Nobel pentru Literatură.
În anul 2008 Müller a fost propusă pentru a doua oară, din partea Germaniei, pentru acest premiu.
După ce a fost nominalizată pentru a treia oară, pe 8 octombrie 2009 i-a fost decernat Premiul Nobel pentru Literatură 2009, pentru „densitatea poeziei și sinceritatea prozei cu care a descris plastic universul dezrădăcinaților”, fiind a douăsprezecea femeie care primește acest premiu. Valoarea premiului este de 10.000.000 coroane suedeze, ceea ce corespunde cu 972.000 Euro. În realitate un asemenea premiu nu poate fi însă cuantificat, el aducând posesorului o valoare uriașă, un capital și o autoritate simbolică. Ceremonia de înmânare a premiului a avut loc pe 10 decembrie 2009 la Stockholm. Odată cu primirea prestigioasei distincții, Műller intră în rândul celor mai mari scriitori de limbă germană, alături de Thomas Mann, Herman Hesse, Heinrich Böll, Günter Grass sau Elfriede Jelinek, toți laureați ai Premiului Nobel pentru Literatură.
Ca o premoniție, într-un interviu publicat în „Observator cultural” la 27 septembrie 2007, Stefan Sienerth declara: „... cred că dacă Herta Müller ia mâine Premiul Nobel, literatura română și dicționarele de literatură română o vor accepta subit.”

## Activitatea politică
În ziarul „Frankfurter Rundschau” din 17 iulie 2008, adresându-se lui Horia-Roman Patapievici, Müller a protestat împotriva invitării foștilor colaboratori ai Securității Sorin Antohi și Andrei Corbea Hoișie de către Institutul Cultural Român la Berlin la conferința organizată la 19 – 25 iulie 2008. Într-un articol publicat în revista „Die Zeit”, ediția din 23 iulie 2009, sub titlul „Die Securitate ist noch im Dienst“ (Securitatea este încă în serviciu) a descris mașinațiile la care a fost și la care mai este supusă până în prezent de către lucrători ai serviciilor secrete românești.

## Distincții
- 1981: Premiul literar „Adam-Müller-Guttenbrunn” al cercului de literatură din Timișoara
- 1982: Premiul UTC la secțiunea „lucrări în limbile naționalităților conlocuitoare”
- 1984 Aspekte-Literaturpreis
- 1985 Rauriser Literaturpreis [*]
- 1985: Premiul literar al orașului Bremen
- 1987: Premiul literar „Ricarda Huch” al orașului Darmstadt
- 1989: Premiul de limbă germană, împreună cu Gerhardt Csejka, Helmuth Frauendorfer, Klaus Hensel, Johann Lippet, Werner Söllner, William Totok, Richard Wagner
- 1989: Premiul literar „Marieluise-Fleißer-Preis” al orașului Ingolstadt
- 1990: Medalia comemorativă „Roswitha” a orașului Bad Gandersheim
- 1991: Premiul literar „Kranichsteiner”[32]
- 1993: Premiul criticii pentru literatură
- 1994: Premiul literar „Kleist”
- 1995: Premiul european pentru literatură „Prix Aristeion”
- 1995/96: Declarată „scriitor al orașului Bergen”
- 1997: Premiul literar al orașului Graz
- 1998: Premiul literar „Ida-Dehmel”
- 1998: Premiul literar internațional „Literary Award” - IMPAC Dublin (pentru romanul Animalul inimii)[33]
- 1999: Premiul literar Franz Kafka, acordat de Societatea Literară Franz Kafka din Austria
- 2001: Premiul „CICERO”
- 2002: Medalia Carl-Zuckmayer a landului Rheinland-Pfalz
- 2003: Premiul literar Joseph-Breitbach (împreună cu Christoph Meckel și Harald Weinrich)
- 2004: Premiul literar al Fundației Konrad Adenauer
- 2005: Premiul literar al orașului Berlin
- 2006: Premiul „Würth” pentru literarură europeană
- 2006: Premiul literar „Walter Hasenclever” al orașului Aachen
- 2007/08: Stipendiul „Internationales Künstlerhaus Villa Concordia” în Bamberg
- 2009: „Heine-Ehrengabe” al asociației Heinrich Heine din Düsseldorf
- 2009: Premiul Nobel pentru Literatură, pentru „densitatea poeziei și sinceritatea prozei cu care a descris plastic universul dezrădăcinaților”
- 2009: Premiul Franz Werfel pentru Drepturile Omului[34]
- 2010: Premiul literar Hoffmann von Fallersleben
- 2010: Marea Cruce de Merit cu stea a Ordinului de Merit al Republicii Federale Germania[35]
- 2015: Premiul Friedrich Hölderlin, din partea Universității Tübingen (înmânat la Tübingen în data de 11 decembrie 2015)
- 2022: Ordinul Pour le Mérite[36]
- 2022: Premiul Internațional Brückepreis (Podul) al orașelor Görlitz–Zgorzelec[37]

## Opera

### În germană
- Niederungen, București (Bukarest), Kriterion Verlag, 1982 (cenzurat), Berlin 1984, ISBN 3-88022-729-2
- Drückender Tango, București 1984, Reinbek 1988 & 1996, ISBN 3-499-22080-6
- Der Mensch ist ein großer Fasan auf der Welt, Berlin 1986, ISBN 3-88022-730-6
- Barfüßiger Februar, Berlin 1987, ISBN 3-88022-024-7
- Reisende auf einem Bein, Berlin 1989, ISBN 3-88022-747-0
- Wie Wahrnehmung sich erfindet, Paderborn 1990
- Der Teufel sitzt im Spiegel, Berlin 1991
- Der Fuchs war damals schon der Jäger, Reinbek bei Hamburg 1992, ISBN 3-498-04352-8
- Eine warme Kartoffel ist ein warmes Bett, Hamburg 1992, ISBN 3-434-50014-6
- Der Wächter nimmt seinen Kamm, Reinbek bei Hamburg 1993, ISBN 3-498-04354-4
- Angekommen wie nicht da, Lichtenfels 1994
- Herztier, Reinbek bei Hamburg 1994, ISBN 3-498-04366-8
- Hunger und Seide, Reinbek bei Hamburg 1995, ISBN 3-498-04373-0
- In der Falle, Göttingen 1996, ISBN 3-89244-235-5
- Heute wär ich mir lieber nicht begegnet, Reinbek bei Hamburg 1997, ISBN 3-498-04389-7
- Die Klette am Knie, poeme 1997, ISBN 3-446-23174-9
- Der fremde Blick oder das Leben ist ein Furz in der Laterne, Göttingen 1999, ISBN 3-89244-359-9
- Im Haarknoten wohnt eine Dame, Reinbek bei Hamburg 2000, ISBN 3-498-04474-5
- Heimat ist das, was gesprochen wird, Blieskastel 2001, ISBN 3-935731-08-6
- Der König verneigt sich und tötet, München 2003, ISBN 3-446-20353-2
- Die blassen Herren mit den Mokkatassen, München 2005, ISBN 3-446-20677-9
- Atemschaukel, München 2009, ISBN 978-3-446-23391-1
- Cristina und ihre Attrappe oder Was (nicht) in den Akten der Securitate steht[38], Göttingen 2009 ISBN 3-8353-0628-6
- Lebensangst und Worthunger, Suhrkamp, Berlin 2010.[39]
- Immer derselbe Schnee und immer derselbe Onkel, Hanser Verlag, München [u. a.] 2011, ISBN 978-3-446-23564-9; Fischer Taschenbuch, Frankfurt am Main, 2013, ISBN 978-3-596-19392-9.
- Vater telefoniert mit den Fliegen, Hanser Verlag, München 2012, ISBN 978-3-446-23857-2
- Ein Hauch von Lippenstift für die Würde. Weiblichkeit in Zeiten großer Not. Ed. Henriette Schroeder. Elisabeth Sandmann Verlag, München 2014, ISBN 978-3-938045-91-6, Preview: „Schönheit ist politisch“, Die Welt, 27 septembrie 2014
- Hunger und Seide. Essays, Hanser, München 2015, ISBN 978-3-446-24765-9.

### În română
- Regele se-nclină și ucide, Polirom, Iași, 2005
- Este sau nu este Ion, Polirom, Iași, 2005, ISBN 973-681-994-9
- Animalul inimii, (ediția a II-a), Polirom, Iași, 2006
- În coc locuiește o damă, editie bilingva, Vinea, 2006
- Leagănul respirației, Humanitas, București, 2010
- Călătorie într-un picior, Humanitas, București, 2010
- Încă de pe atunci vulpea era vânătorul, Humanitas, București, 2010
- Omul este un mare fazan pe lume, Humanitas, București, 2011
- Mereu aceeași nea și mereu același neică - eseuri, Humanitas, București, 2011
- Tinuturile joase - povestiri, Humanitas, București, 2012
- Astăzi mai bine nu m-aș fi întâlnit cu mine însămi, Humanitas, București, 2014
- Patria mea era un sâmbure de măr, Humanitas, București, 2016

### In honorem
- Herta Muller, un puzzle - Studii, eseuri și alte texte; Ruxandra Cesereanu (ccord.) , Școala Ardeleană, 2019

## Filmografie
- 1993: Vulpe - vânător (Der Fuchs war damals schon der Jäger), regia: Stere Gulea, cu Oana Pellea, Dorel Vișan, George Alexandru
- "An den Rand geschrieben - Rumäniendeutsche Schriftsteller im Fadenkreuz der Securitate" film documentar realizat in anul 2010 de Helmuth Frauendorfer cu participarea scriitorilor Herta Müller, William Totok, Horst Samson, Richard Wagner si Johann Lippet, sponzorizat de ministrul pentru cultura si medii din Republica Federala Germania , conform unei decizii a Bundestagului german.
- În 2023 filmul documentar „În căutarea Hertei Müller. Literatura salvată”, realizat de Brândușa Armanca și Judith Klein, urmărește doi elevi de la Liceul „Nikolaus Lenau” din Timișoara care pornesc pe urmele scriitoarei.[40]